# Vue de Tolède
Ne doit pas être confondu avec Vue et plan de Tolède.
Vue de Tolède est le nom de plusieurs tableaux peints par El Greco ; celui-ci mesurant 121 × 106 cm, réalisé entre 1596 et 1600, est conservé au Metropolitan Museum of Art à New York.

## Histoire
El Greco a gardé le tableau jusqu'à sa mort. Puis son fils Jorge Manuel l'a gardé jusqu'au moins 1621. Le propriétaire suivant a été Pedro Salazar de Mendoza à Tolède (on sait que le tableau lui appartenait en 1629). En 1639, le tableau faisait partie d'un inventaire à Madrid. Le tableau se trouvait au Palais Oñate (collection de la comtesse de Añover y Castañeda). 
Par l'intermédiaire de Ricardo de Madrazo, le tableau a été acquis par le marchand d'art Durand-Ruel à Paris ; celui-ci l'a vendu en 1909 pour 70 000 francs à la collectionneuse new yorkaise Louisine W. Havemeyer. C'est à la mort de cette dernière que le tableau est entré au Metropolitan Museum of Art.

## Réception critique
Selon les mots d'Ernest Hemingway, « La meilleure toile de tout le musée [le Metropolitan Museum of Art, New York] et Dieu sait s'il y en a des bonnes ! »
Paul Claudel y voyait lui un « vert vénéneux ».